# Улыбышева, Любовь Гавриловна
Любовь Гавриловна Улыбышева (30 сентября 1923, Ульяновка, Башкирская АССР — 19 сентября 1999, Курган) — советский медик, хозяйственный и общественный деятель. Главный врач Кировской больницы Курганской области (1956—1978, заслуженный врач РСФСР. Депутат Верховного Совета РСФСР 7-го и 8-го созывов.

## Биография
Любовь Гавриловна Улыбышева родилась 30 сентября 1923 года в деревне Ульяновке Кармаскалинской волости Уфимского кантона Автономной Башкирской Советской Социалистической Республики, ныне деревня входит в Николаевский сельсовет Кармаскалинского района Республики Башкортостан.
В 1947 году окончила с отличием Башкирский медицинский институт и направлена в распоряжение Курганского облздравотдела.
С 1947 года — на хозяйственной, общественной и политической работе. В 1947—1978 годах — в распоряжении Курганского облздравотдела, заведующая Дубровинским врачебным участком Кировского района, заведующая Кировским районным отделом здравоохранения, врач-терапевт, главный врач Кировской зональной больницы Курганской области.
Избиралась депутатом районного, областного и Верховного Советов депутатов трудящихся, членом Курганского обкома КПСС. В марте 1967 года избиратели Куртамышского избирательного округа избрали её депутатом Верховного Совета РСФСР VII созыва, а в июле 1971 года — депутатом Верховного Совета РСФСР VIII созыва.
После выхода на пенсию жила в городе Кургане.
Любовь Гавриловна Улыбышева умерла 19 сентября 1999 года в городе Кургане Курганской области. Похоронена на Зайковском кладбище города Кургана, участок 71.

## Награды
- Орден Трудового Красного Знамени
- Юбилейная медаль «За доблестный труд. В ознаменование 100-летия со дня рождения Владимира Ильича Ленина»
- Медаль «За освоение целинных земель»
- Заслуженный врач РСФСР
- Имя было занесено в «Ленинскую книгу трудовой славы».